# Dyskografia Nicki Minaj
Dyskografia Nicki Minaj obejmuje cztery albumy studyjne, jedną reedycję, trzy albumy kompilacyjne, trzy mixtape’y, sto dwadzieścia pięć singli (w tym osiemdziesiąt z udziałem gościnnym) oraz dziewiętnaście singli promocyjnych.

## Albumy

### Albumy studyjne
| Rok                                        | Dane dot. albumu | Pozycja na liście | Pozycja na liście | Pozycja na liście | Pozycja na liście | Pozycja na liście | Pozycja na liście | Pozycja na liście | Pozycja na liście | Pozycja na liście | Pozycja na liście | Pozycja na liście | Certyfikat                                                               | Sprzedaż                                           |
| Rok                                        | Dane dot. albumu | POL               | AUS               | CAN               | FRA               | IRL               | NZL               | SWE               | UK                | USA               | USA R&B           | USA Rap           | Certyfikat                                                               | Sprzedaż                                           |
| ------------------------------------------ | --- | ----------------- | ----------------- | ----------------- | ----------------- | ----------------- | ----------------- | ----------------- | ----------------- | ----------------- | ----------------- | ----------------- | ------------------------------------------------------------------------ | -------------------------------------------------- |
| 2010                                       | Pink Friday - Data: 19 listopada 2010 - Wydawca: Young Money, Cash Money - Format: CD, digital download, LP               | –                 | 19                | 8                 | 116               | 17                | 15                | –                 | 16                | 1                 | 1                 | 1                 | - USA: 3× Platyna - AUS: Platyna - UK: Platyna                           | - USA: 2 000 000+ - UK: 282 000+                   |
| 2012                                       | Pink Friday: Roman Reloaded - Data: 2 kwietnia 2012 - Wydawca: Young Money, Cash Money - Format: CD, digital download, LP | –                 | 5                 | 1                 | 20                | 2                 | 3                 | 37                | 1                 | 1                 | 1                 | 1                 | - USA: 2× platyna - AUS: Złoto - UK: Platyna - IRL: Platyna - POL: Złoto | - Świat: 1 400 000+ - USA: 905 000+ - UK: 242 000+ |
| 2014                                       | The Pinkprint - Data: 15 grudnia 2014 - Wydawca: Young Money, Cash Money - Format: CD, LP, digital download               | –                 | 19                | 6                 | 70                | 31                | 21                | 9                 | 22                | 2                 | 1                 | 1                 | - USA: 2× platyna - UK: Złoto - POL: Złoto                               | - USA: 682 000+                                    |
| 2018                                       | Queen - Data: 10 sierpnia 2018 - Wydawca: Young Money, Cash Money - Format: CD, LP, CC, digital download                  | 27                | 4                 | 2                 | 7                 | 5                 | 8                 | 15                | 5                 | 2                 | 2                 | 2                 | - USA: Platyna - UK: Złoto                                               | - USA: 147 000+                                    |
| „–” oznacza, że pozycja nie była notowana. | |                   |                   |                   |                   |                   |                   |                   |                   |                   |                   |                   |                                                                          |                                                    |

### Reedycje
| Rok  | Dane dot. albumu |
| ---- | --- |
| 2012 | Pink Friday: Roman Reloaded – The Re-Up - Data: 19 listopada 2012 - Wydawca: Young Money, Cash Money, Republic - Format: CD, DVD, digital download |

### Kompilacje różnych wykonawców
| Rok                                        | Dane dot. albumu | Pozycja na liście | Pozycja na liście | Pozycja na liście | Pozycja na liście | Certyfikat   |
| Rok                                        | Dane dot. albumu | USA               | USA R&B           | USA Rap           | CAN               | Certyfikat   |
| ------------------------------------------ | --- | ----------------- | ----------------- | ----------------- | ----------------- | ------------ |
| 2009                                       | We Are Young Money - Data: 21 grudnia 2009 - Wydawca: Young Money, Cash Money, Republic - Format: CD, digital download | 9                 | 3                 | 1                 | –                 | - USA: Złoto |
| 2013                                       | Rich Gang - Data: 23 lipca 2013 - Wydawca: Young Money, Cash Money, Republic - Format: CD, digital download            | 9                 | 2                 | 2                 | –                 |              |
| 2014                                       | Rise of an Empire - Data: 11 marca 2014 - Wydawca: Young Money, Cash Money, Republic - Format: CD, digital download    | 7                 | 4                 | 2                 | 24                |              |
| „–” oznacza, że pozycja nie była notowana. | |                   |                   |                   |                   |              |

### Mixtape’y
| Rok  | Tytuł |
| ---- | --- |
| 2007 | Playtime Is Over - Data: 5 lipca 2007 - Wydawca: Young Money, Dirty Money - Format: CD, digital download      |
| 2008 | Sucka Free - Data: 12 kwietnia 2008 - Wydawca: Young Money, Dirty Money - Format: CD, digital download        |
| 2009 | Beam Me Up Scotty - Data: 18 kwietnia 2009 - Wydawca: Young Money, Dirty Money - Format: CD, digital download |

## Single

### Single jako główny artysta
| Rok                                        | Tytuł                                                                      | Pozycja na liście | Pozycja na liście | Pozycja na liście | Pozycja na liście | Pozycja na liście | Pozycja na liście | Pozycja na liście | Pozycja na liście | Pozycja na liście | Pozycja na liście | Certyfikat                                                                                                 | Album                                         |
| Rok                                        | Tytuł                                                                      | USA               | USA R&B/HH        | USA Rap           | AUS               | CAN               | FRA               | IRL               | NZL               | SWE               | UK                | Certyfikat                                                                                                 | Album                                         |
| ------------------------------------------ | -------------------------------------------------------------------------- | ----------------- | ----------------- | ----------------- | ----------------- | ----------------- | ----------------- | ----------------- | ----------------- | ----------------- | ----------------- | --- | --------------------------------------------- |
| 2010                                       | „Massive Attack” (gościnnie: Sean Garrett)                                 | –                 | 65                | –                 | –                 | –                 | –                 | –                 | –                 | –                 | –                 | | –                                             |
| 2010                                       | „Your Love”                                                                | 14                | 4                 | 1                 | –                 | 43                | –                 | –                 | –                 | –                 | 71                | - USA: Platyna - AUS: Złoto                                                                                | Pink Friday                                   |
| 2010                                       | „Check It Out” (z will.i.am)                                               | 24                | 100               | 14                | 21                | 14                | –                 | 14                | –                 | –                 | 11                | - UK: Srebro                                                                                               | Pink Friday                                   |
| 2010                                       | „Right Thru Me”                                                            | 26                | 4                 | 3                 | –                 | 60                | –                 | –                 | –                 | –                 | 71                | - USA: Złoto                                                                                               | Pink Friday                                   |
| 2010                                       | „Moment 4 Life” (gościnnie: Drake)                                         | 13                | 1                 | 1                 | –                 | 27                | 65                | 37                | –                 | –                 | 22                | - USA: Platyna - UK: Złoto                                                                                 | Pink Friday                                   |
| 2011                                       | „Super Bass”                                                               | 3                 | 6                 | 2                 | 6                 | 6                 | –                 | 17                | 3                 | 43                | 8                 | - USA: 8× platyna - AUS: 6× platyna - NZL: Platyna - UK: Platyna                                           | Pink Friday                                   |
| 2011                                       | „Did It On'em”                                                             | 49                | 3                 | 4                 | –                 | –                 | –                 | –                 | –                 | –                 | –                 | - USA: Złoto                                                                                               | Pink Friday                                   |
| 2011                                       | „Girls Fall Like Dominoes”                                                 | –                 | –                 | –                 | 99                | –                 | –                 | 28                | 13                | –                 | 24                | | Pink Friday                                   |
| 2011                                       | „Fly” (gościnnie: Rihanna)                                                 | 19                | 20                | 9                 | 18                | 55                | –                 | 14                | 13                | –                 | 16                | - USA: Platyna - AUS: Platyna - UK: Srebro                                                                 | Pink Friday                                   |
| 2012                                       | „Starships”                                                                | 5                 | 85                | 10                | 2                 | 4                 | 5                 | 2                 | 2                 | 3                 | 2                 | - USA: 6× platyna - AUS: 7× platyna - NZL: 2× platyna - SWE: 3× platyna - UK: 2× platyna                   | Pink Friday: Roman Reloaded                   |
| 2012                                       | „Right by My Side” (gościnnie: Chris Brown)                                | 51                | 21                | –                 | –                 | –                 | –                 | –                 | –                 | –                 | 90                | | Pink Friday: Roman Reloaded                   |
| 2012                                       | „Beez in the Trap” (gościnnie: 2 Chainz)                                   | 48                | 7                 | 7                 | –                 | –                 | –                 | 76                | –                 | –                 | 131               | - USA: Złoto                                                                                               | Pink Friday: Roman Reloaded                   |
| 2012                                       | „Pound the Alarm”                                                          | 15                | –                 | –                 | 10                | 8                 | 19                | 8                 | 6                 | 33                | 8                 | - USA: Platyna - AUS: 2× platyna - NZL: Złoto - UK: Złoto                                                  | Pink Friday: Roman Reloaded                   |
| 2012                                       | „Va Va Voom”                                                               | 22                | –                 | –                 | 36                | 18                | 54                | 13                | 20                | –                 | 20                | - AUS: Platyna - UK: Srebro                                                                                | Pink Friday: Roman Reloaded                   |
| 2012                                       | „The Boys” (z Cassie)                                                      | –                 | 41                | –                 | –                 | –                 | –                 | 95                | –                 | –                 | 101               | | Pink Friday: Roman Reloaded – The Re-Up       |
| 2012                                       | „Freedom”                                                                  | –                 | 31                | 23                | –                 | –                 | –                 | –                 | –                 | –                 | 107               | | Pink Friday: Roman Reloaded – The Re-Up       |
| 2013                                       | „High School” (gościnnie: Lil Wayne)                                       | 64                | 20                | 15                | 57                | 81                | 91                | 47                | –                 | –                 | 31                | - USA: Złoto                                                                                               | Pink Friday: Roman Reloaded – The Re-Up       |
| 2014                                       | „Pills N Potions”                                                          | 24                | 7                 | 2                 | 14                | 53                | 71                | 29                | 17                | –                 | 31                | - AUS: Platyna - UK: Srebro                                                                                | The Pinkprint                                 |
| 2014                                       | „Bang Bang” (Jessie J, gościnnie Ariana Grande & Nicki Minaj)              | 3                 | –                 | –                 | 4                 | 3                 | 47                | 3                 | 4                 | 15                | 1                 | - USA: 6× platyna - AUS: 3× platyna - CAN: 5× platyna - NZL: 2× platyna - UK: 2× platyna - POL: 4× platyna | Sweet Talker oraz My Everything               |
| 2014                                       | „Anaconda”                                                                 | 2                 | 1                 | 1                 | 8                 | 3                 | 38                | 10                | 9                 | 30                | 3                 | - USA: 2× platyna - AUS: 2× platyna - NZL: Złoto - UK: Złoto                                               | The Pinkprint                                 |
| 2014                                       | „Only” (gościnnie: Drake, Lil Wayne & Chris Brown)                         | 12                | 1                 | 1                 | 62                | 20                | 102               | –                 | –                 | –                 | 35                | - USA: 3× platyna - UK: Srebro                                                                             | The Pinkprint                                 |
| 2014                                       | „Bed of Lies” (gościnnie: Skylar Grey)                                     | 62                | 19                | 13                | 7                 | 41                | 134               | 56                | 13                | 11                | 73                | - AUS: Platyna - NZL: Złoto                                                                                | The Pinkprint                                 |
| 2015                                       | „Truffle Butter” (gościnnie: Drake, Lil Wayne)                             | 14                | 4                 | 2                 | –                 | 43                | –                 | –                 | –                 | –                 | 188               | - UK: Złoto                                                                                                | The Pinkprint                                 |
| 2015                                       | „The Night Is Still Young”                                                 | 31                | –                 | 6                 | –                 | 40                | –                 | 98                | –                 | 93                | –                 | - USA: Platyna                                                                                             | The Pinkprint                                 |
| 2015                                       | „Trini Dem Girls” (gościnnie: LunchMoney Lewis)                            | –                 | –                 | –                 | –                 | –                 | –                 | –                 | –                 | –                 | –                 | | The Pinkprint                                 |
| 2017                                       | „Changed It” (z Lil Wayne)                                                 | 71                | 29                | 18                | –                 | –                 | 116               | –                 | –                 | –                 | –                 | | –                                             |
| 2017                                       | „No Frauds” (z Drake, Lil Wayne)                                           | 14                | 8                 | 5                 | 58                | 25                | 43                | 71                | –                 | 94                | 49                | - CAN: Złoto                                                                                               | –                                             |
| 2017                                       | „Regret In Your Tears”                                                     | 61                | 26                | –                 | –                 | 84                | 87                | –                 | –                 | –                 | 69                | | –                                             |
| 2017                                       | „MotorSport” (z Migos i Cardi B)                                           | 6                 | 3                 | 3                 | 74                | 12                | 72                | 79                | –                 | –                 | 49                | - USA: 3× platyna - AUS: Platyna - CAN: 3× platyna - FRA: Złoto - UK: Złoto                                | Culture II                                    |
| 2018                                       | „Barbie Tingz”                                                             | 25                | 17                | 13                | 41                | 21                | 58                | 58                | –                 | 90                | 31                | - USA: Złoto                                                                                               | Queen                                         |
| 2018                                       | „Chun-Li”                                                                  | 10                | 7                 | 6                 | 54                | 18                | 30                | 65                | –                 | –                 | 26                | - USA: Platyna - AUS: Platyna - CAN: Złoto - UK: Srebro                                                    | Queen                                         |
| 2018                                       | „Bed” (gościnnie: Ariana Grande)                                           | 42                | 19                | 17                | 17                | 30                | 60                | 22                | 25                | 44                | 20                | - USA: Złoto - AUS: Złoto - CAN: Platyna - UK: Srebro                                                      | Queen                                         |
| 2018                                       | „Barbie Dreams”                                                            | 18                | 13                | 11                | 57                | 43                | –                 | 41                | –                 | –                 | 36                | - USA: Złoto - AUS: Złoto                                                                                  | Queen                                         |
| 2018                                       | „Good Form” (gościnnie: Lil Wayne)                                         | 60                | 29                | –                 | –                 | 46                | –                 | 96                | –                 | –                 | –                 | | Queen                                         |
| 2019                                       | „Megatron”                                                                 | 20                | 11                | 9                 | 89                | 25                | –                 | 56                | –                 | –                 | 34                | - CAN: Złoto                                                                                               | –                                             |
| 2019                                       | „Tusa” (z Karol G)                                                         | 42                | –                 | –                 | –                 | 98                | 6                 | –                 | –                 | –                 | –                 | - USA: 28× platyna (Latin) - FRA: Diament - POL: Platyna                                                   | KG0516                                        |
| 2020                                       | „Trollz” (z 6ix9ine)                                                       | 1                 | 1                 | 1                 | 45                | 4                 | 45                | 12                | –                 | 51                | 12                | - USA: Platyna                                                                                             | TattleTales                                   |
| 2020                                       | „What That Speed Bout!?” (z Mike Will Made It, YoungBoy Never Broke Again) | 35                | 11                | 10                | –                 | 76                | –                 | –                 | –                 | –                 | –                 | | Michael                                       |
| 2022                                       | „Do We Have a Problem?” (z Lil Baby)                                       | 2                 | 1                 | 1                 | 64                | 14                | 193               | 48                | –                 | –                 | 31                | | Queen Radio: Volume 1                         |
| 2022                                       | „Bussin” (z Lil Baby)                                                      | 20                | 5                 | 4                 | –                 | 40                | –                 | 89                | –                 | –                 | 70                | | Queen Radio: Volume 1                         |
| 2022                                       | „Blick Blick” (z Coi Leray)                                                | 37                | 10                | 8                 | –                 | 68                | –                 | –                 | –                 | –                 | –                 | | Trendsetter                                   |
| 2022                                       | „Super Freaky Girl”                                                        |                   |                   |                   |                   |                   |                   |                   |                   |                   |                   | - POL: Platyna                                                                                             | Queen Radio: Volume 1                         |
| 2022                                       | „Tukoh Taka” (oraz Maluma, Myriam Fares)                                   |                   |                   |                   |                   |                   |                   |                   |                   |                   |                   | - POL: Złoto                                                                                               | FIFA World Cup Qatar 2022 Official Soundtrack |
| 2023                                       | „Alone” (oraz Kim Petras)                                                  |                   |                   |                   |                   |                   |                   |                   |                   |                   |                   | - POL: Złoto                                                                                               | Feed the Beast                                |
| 2023                                       | „Barbie World” (oraz Ice Spice, Aqua)                                      |                   |                   |                   |                   |                   |                   |                   |                   |                   |                   | - POL: Złoto                                                                                               | Barbie: The Album                             |
| „–” oznacza, że pozycja nie była notowana. |                                                                            |                   |                   |                   |                   |                   |                   |                   |                   |                   |                   | |                                               |

### Single jako artystka gościnna
| Rok                                        | Tytuł | Pozycja na liście | Pozycja na liście | Pozycja na liście | Pozycja na liście | Pozycja na liście | Pozycja na liście | Pozycja na liście | Pozycja na liście | Pozycja na liście | Pozycja na liście | Certyfikaty                                                                          | Album                                                |
| Rok                                        | Tytuł | USA               | USAR&B/HH         | USA Rap           | AUS               | CAN               | FRA               | IRL               | NZL               | SWE               | UK                | Certyfikaty                                                                          | Album                                                |
| ------------------------------------------ | --- | ----------------- | ----------------- | ----------------- | ----------------- | ----------------- | ----------------- | ----------------- | ----------------- | ----------------- | ----------------- | ------------------------------------------------------------------------------------ | ---------------------------------------------------- |
| 2010                                       | „Up Out My Face” (Mariah Carey, gościnnie Nicki Minaj)                                                    | 100               | 39                | –                 | –                 | –                 | –                 | –                 | –                 | –                 | –                 |                                                                                      | –                                                    |
| 2010                                       | „BedRock” (jako część Young Money gościnnie: Lloyd)                                                       | 2                 | 2                 | 1                 | –                 | 12                | –                 | 17                | 21                | –                 | 9                 | - USA: 3× platyna                                                                    | We Are Young Money                                   |
| 2010                                       | „My Chick Bad” (Ludacris, gościnnie Nicki Minaj)                                                          | 11                | 2                 | 2                 | –                 | –                 | –                 | –                 | –                 | –                 | –                 | - USA: Platyna                                                                       | Battle of the Sexes                                  |
| 2010                                       | „Lil Freak” (Usher, gościnnie Nicki Minaj)                                                                | 40                | 8                 | –                 | –                 | –                 | –                 | –                 | –                 | –                 | 109               |                                                                                      | Raymond v. Raymond                                   |
| 2010                                       | „Get It All” (Sean Garrett, gościnnie Nicki Minaj)                                                        | –                 | 83                | –                 | –                 | –                 | –                 | –                 | –                 | –                 | –                 |                                                                                      | The Inkwell                                          |
| 2010                                       | „Roger That” (jako część Young Money)                                                                     | 56                | 15                | 6                 | –                 | –                 | –                 | –                 | –                 | –                 | –                 |                                                                                      | We Are Young Money                                   |
| 2010                                       | „Woohoo” (Christina Aguilera, gościnnie Nicki Minaj)                                                      | 79                | –                 | –                 | –                 | 46                | –                 | –                 | –                 | –                 | 148               |                                                                                      | Bionic                                               |
| 2010                                       | „Bottoms Up” (Trey Songz, gościnnie Nicki Minaj)                                                          | 6                 | 2                 | –                 | 74                | 34                | –                 | –                 | –                 | –                 | 71                | - USA: 4× platyna                                                                    | Passion, Pain & Pleasure                             |
| 2010                                       | „2012 (It Ain’t the End)” (Jay Sean, gościnnie Nicki Minaj)                                               | 31                | –                 | –                 | 40                | 23                | –                 | 44                | 9                 | –                 | 9                 | - USA: Złoto - NZL: Złoto                                                            | Worth It All                                         |
| 2010                                       | „Letting Go (Dutty Love)” (Sean Kingston, gościnnie Nicki Minaj)                                          | 36                | 51                | –                 | 73                | 35                | –                 | –                 | 23                | –                 | –                 | - USA: Platyna                                                                       | –                                                    |
| 2010                                       | „Monster” (Kanye West, gościnnie Jay-Z, Rick Ross, Bon Iver, Nicki Minaj)                                 | 18                | 30                | 15                | –                 | 43                | –                 | –                 | –                 | –                 | 146               | - USA: 2× pflatyna                                                                   | My Beautiful Dark Twisted Fantasy                    |
| 2010                                       | „I Ain’t Thru” (Keyshia Cole, gościnnie Nicki Minaj)                                                      | –                 | 54                | –                 | –                 | –                 | –                 | –                 | –                 | –                 | –                 |                                                                                      | Calling All Hearts                                   |
| 2010                                       | „Raining Men” (Rihanna, gościnnie Nicki Minaj)                                                            | –                 | 48                | –                 | –                 | –                 | –                 | –                 | –                 | –                 | 142               |                                                                                      | Loud                                                 |
| 2011                                       | „The Creep” (The Lonely Island, gościnnie Nicki Minaj, John Waters)                                       | 82                | –                 | –                 | –                 | 90                | –                 | –                 | –                 | –                 | –                 |                                                                                      | Turtleneck & Chain                                   |
| 2011                                       | „Where Them Girls At” (David Guetta, gościnnie Flo Rida, Nicki Minaj)                                     | 14                | –                 | 24                | 6                 | 3                 | 4                 | 5                 | 6                 | 7                 | 3                 | - USA: Platyna - AUS: 2× platyna - NZL: Złoto - UK: Srebro                           | Nothing but the Beat                                 |
| 2011                                       | „Y.U. Mad” (Birdman, gościnnie Nicki Minaj, Lil Wayne)                                                    | 68                | 46                | 25                | –                 | –                 | –                 | –                 | –                 | –                 | –                 |                                                                                      | –                                                    |
| 2011                                       | „You the Boss” (Rick Ross, gościnnie Nicki Minaj)                                                         | 62                | 5                 | 10                | –                 | –                 | –                 | –                 | –                 | –                 | –                 | - USA: Złoto                                                                         | –                                                    |
| 2011                                       | „Fireball” (Willow, gościnnie Nicki Minaj)                                                                | –                 | –                 | –                 | –                 | –                 | –                 | –                 | –                 | –                 | –                 |                                                                                      | –                                                    |
| 2011                                       | „Make Me Proud” (Drake, gościnnie Nicki Minaj)                                                            | 9                 | 1                 | 1                 | 95                | 25                | –                 | –                 | –                 | –                 | 49                | - USA: Platyna - UK: Srebro                                                          | Take Care                                            |
| 2011                                       | „Dance (A$$)” (Big Sean, gościnnie Nicki Minaj)                                                           | 10                | 3                 | 2                 | –                 | 69                | –                 | –                 | –                 | –                 | –                 | - USA: 4× platyna                                                                    | Finally Famous                                       |
| 2011                                       | „Turn Me On” (David Guetta, gościnnie Nicki Minaj)                                                        | 4                 | 92                | –                 | 3                 | 3                 | 12                | 4                 | 2                 | 29                | 8                 | - USA: 2× platyna - AUS: 3× platyna - CAN: 3× platyna - NZL: Złoto - UK: Platyna     | Nothing but the Beat                                 |
| 2012                                       | „Give Me All Your Luvin’” (Madonna, gościnnie Nicki Minaj, M.I.A.)                                        | 10                | –                 | –                 | 25                | 1                 | 3                 | 11                | 29                | 60                | 37                | - USA: Złoto                                                                         | MDNA                                                 |
| 2012                                       | „Take It To The Head” (DJ Khaled, gościnnie Chris Brown, Rick Ross, Nicki Minaj, Lil Wayne)               | 63                | 6                 | 6                 | –                 | –                 | –                 | –                 | –                 | –                 | –                 | - USA: Złoto                                                                         | Kiss the Ring                                        |
| 2012                                       | „Get Low” (Waka Flocka Flame, gościnnie Tyga, Flo Rida, Nicki Minaj)                                      | 72                | 67                | 22                | –                 | 58                | –                 | –                 | –                 | –                 | –                 |                                                                                      | Triple F Life: Friends, Fans & Family                |
| 2012                                       | „Girl On Fire (Inferno Version)” (Alicia Keys, gościnnie Nicki Minaj)                                     | 11                | 2                 | –                 | 12                | 6                 | 5                 | 11                | 7                 | 29                | –                 | - AUS: 5× platyna - CAN: 2× platyna - NZL: Platyna                                   | Girl On Fire                                         |
| 2012                                       | „Out Of My Mind” (B.o.B., gościnnie Nicki Minaj)                                                          | –                 | –                 | –                 | –                 | –                 | –                 | –                 | –                 | –                 | –                 |                                                                                      | Strange Clouds                                       |
| 2012                                       | „Beauty And A Beat” (Justin Bieber, gościnnie Nicki Minaj)                                                | 5                 | –                 | –                 | 9                 | 4                 | 28                | 20                | 6                 | 23                | –                 | - UK: Złoto                                                                          | Believe                                              |
| 2013                                       | „Freaks” (French Montana, gościnnie Nicki Minaj)                                                          | 77                | 25                | 18                | –                 | –                 | 140               | –                 | –                 | –                 | –                 | - USA: Złoto                                                                         | Excuse My French                                     |
| 2013                                       | „Tapout” (Rich Gang, gościnnie Lil Wayne, Birdman, Future, Mack Maine, Nicki Minaj)                       | 44                | 10                | 8                 | –                 | –                 | 134               | –                 | –                 | –                 | –                 |                                                                                      | Rich Gang                                            |
| 2013                                       | „Tonight I’m Getting Over You” (Carly Rae Jepsen Featuring Nicki Minaj)                                   | 90                | –                 | –                 | 38                | 88                | 82                | 32                | 40                | –                 | –                 |                                                                                      | –                                                    |
| 2013                                       | „Somebody Else” (Mario, gościnnie Nicki Minaj)                                                            | –                 | 36                | –                 | –                 | –                 | –                 | –                 | –                 | –                 | –                 |                                                                                      | –                                                    |
| 2013                                       | „I’m Out” (Ciara, gościnnie Nicki Minaj)                                                                  | 44                | 13                | –                 | 41                | 86                | 159               | –                 | –                 | –                 | 54                | - USA: Złoto                                                                         | Ciara                                                |
| 2013                                       | „Twerk It” (Busta Rhymes, gościnnie Nicki Minaj)                                                          | –                 | –                 | –                 | –                 | –                 | –                 | –                 | –                 | –                 | –                 |                                                                                      | –                                                    |
| 2013                                       | „Get Like Me” (Nelly, gościnnie Nicki Minaj, Pharrell)                                                    | –                 | 36                | –                 | –                 | –                 | –                 | 96                | –                 | –                 | 19                |                                                                                      | M.O                                                  |
| 2013                                       | „Love More” (Chris Brown, gościnnie Nicki Minaj)                                                          | 23                | 7                 | –                 | 29                | –                 | 118               | –                 | –                 | –                 | 32                | - USA: 2× platyna - AUS: Złoto - UK: Srebro                                          | X                                                    |
| 2013                                       | „I Wanna Be With You” (DJ Khaled, gościnnie Future, Rick Ross, Nicki Minaj)                               | –                 | 30                | 22                | –                 | –                 | –                 | –                 | –                 | –                 | –                 |                                                                                      | Suffering from Success                               |
| 2013                                       | „Clappers” (Wale, gościnnie Juicy J, Nicki Minaj)                                                         | –                 | 37                | –                 | –                 | –                 | –                 | –                 | –                 | –                 | –                 |                                                                                      | The Gifted                                           |
| 2014                                       | „Lookin Ass” (Young Money, gościnnie: Nicki Minaj)                                                        | –                 | 28                | 16                | –                 | –                 | –                 | –                 | –                 | –                 | –                 |                                                                                      | Rise of an Empire                                    |
| 2014                                       | „She Came To Give It To You” (Usher, gościnnie Nicki Minaj)                                               | 89                | 27                | –                 | 32                | 56                | 38                | 76                | –                 | –                 | 16                |                                                                                      | Hard II Love                                         |
| 2014                                       | „Low” (Juicy J, gościnnie Lil Bibby, Young Thug, Nicki Minaj)                                             | –                 | 44                | –                 | –                 | –                 | –                 | –                 | –                 | –                 | –                 |                                                                                      | –                                                    |
| 2014                                       | „Flawless” (Remix) (Beyoncé, gościnnie Nicki Minaj Or Chimamanda Ngozi Adichie)                           | 41                | 12                | –                 | –                 | 88                | 83                | 77                | –                 | –                 | 65                | - UK: Srebro                                                                         | Beyoncé: Platinum Edition                            |
| 2014                                       | „Touchin, Lovin” (Trey Songz Featuring Nicki Minaj)                                                       | 43                | 12                | –                 | 88                | –                 | –                 | –                 | –                 | –                 | 79                | - USA: Platyna - UK: Srebro                                                          | Trigga                                               |
| 2014                                       | „Throw Sum Mo” (Rae Sremmurd, gościnnie Young Thug, Nicki Minaj)                                          | 30                | 12                | 6                 | –                 | –                 | –                 | –                 | –                 | –                 | –                 |                                                                                      | SremmLife                                            |
| 2015                                       | „Hey Mama” (David Guetta gościnnie Afrojack, Nicki Minaj, Bebe Rexha)                                     | 8                 | –                 | –                 | 5                 | 9                 | 6                 | 5                 | 5                 | 6                 | 9                 | - USA: 3× platyna - CAN: 2× platyna - AUS: 2× platyna                                | Listen                                               |
| 2015                                       | „Bitch I’m Madonna” (Madonna, gościnnie Nicki Minaj)                                                      | 84                | –                 | –                 | –                 | 58                | 90                | –                 | –                 | –                 | –                 | - POL: złoto                                                                         | Rebel Heart                                          |
| 2015                                       | „All Eyes On You” (Meek Mill, gościnnie Chris Brown & Nicki Minaj)                                        | 21                | 8                 | 5                 | 51                | 40                | 186               | 76                | –                 | 89                | 55                |                                                                                      | Dreams Worth More Than Money                         |
| 2015                                       | „Back Together” (Robin Thicke, gościnnie Nicki Minaj)                                                     | –                 | 41                | –                 | –                 | –                 | 144               | –                 | –                 | –                 | –                 |                                                                                      | –                                                    |
| 2016                                       | „Down in the DM” (Remix) (Yo Gotti, gościnnie: Nicki Minaj)                                               | 13                | 3                 | 2                 | –                 | 59                | –                 | –                 | –                 | –                 | –                 |                                                                                      | The Art of Hustle                                    |
| 2016                                       | „No Broken Hearts” (Bebe Rexha, gościnnie Nicki Minaj)                                                    | –                 | –                 | –                 | –                 | 97                | –                 | –                 | –                 | –                 | –                 | - POL: Platyna                                                                       | –                                                    |
| 2016                                       | „Don’t Hurt Me” (DJ Mustard, gościnnie: Nicki Minaj, Jeremih)                                             | –                 | –                 | –                 | 20                | –                 | –                 | –                 | –                 | –                 | –                 |                                                                                      | Cold Summer                                          |
| 2016                                       | „Do You Mind” (DJ Khaled, gościnnie Nicki Minaj, Chris Brown, August Alsina, Jeremih, Future & Rick Ross) | 27                | 9                 | 7                 | 65                | 93                | 162               | –                 | –                 | –                 | –                 |                                                                                      | Major Key                                            |
| 2016                                       | „Side to Side” (Ariana Grande, gościnnie Nicki Minaj)                                                     | 4                 | –                 | –                 | 3                 | 4                 | 66                | 5                 | 2                 | 13                | 4                 | - USA: 4× platyna - AUS: 5× platyna - FRA: Platyna - UK: Platyna - POL: 4× platyna   | Dangerous Woman                                      |
| 2017                                       | „Run Up” (Major Lazer feturing PARTYNEXTDOOR & Nicki Minaj)                                               | 66                | 26                | –                 | 27                | 20                | 16                | 25                | 14                | 23                | 20                | - FRA: Platyna                                                                       | Essentials                                           |
| 2017                                       | „Swalla” (Jason Derulo, gościnnie Nicki Minaj, Ty Dolla Sign)                                             | 29                | –                 | –                 | 17                | 15                | 5                 | 9                 | 7                 | 8                 | 6                 | - UK: Platyna - FRA: Diament - POL: 2x platyna                                       | 2Sides                                               |
| 2017                                       | „Light My Body Up” (David Guetta, gościnnie Nicki Minaj, Lil Wayne)                                       | –                 | –                 | –                 | 29                | 62                | 16                | 85                | –                 | 55                | 64                |                                                                                      | –                                                    |
| 2017                                       | „Kissing Strangers” (DNCE, gościnnie Nicki Minaj)                                                         | –                 | –                 | –                 | 96                | 73                | –                 | –                 | –                 | –                 | –                 |                                                                                      | DNCE                                                 |
| 2017                                       | „Swish Swish” (Katy Perry, gościnnie Nicki Minaj)                                                         | 46                | –                 | –                 | 22                | 13                | 24                | 28                | –                 | 53                | 19                | - USA: Platyna - AUS: Platyna - CAN: Platyna - FRA: Złoto - UK: Złoto - POL: Platyna | Witness                                              |
| 2017                                       | „Rake It Up” (Yo Gotti, gościnnie Mike WiLL Made It, Nicki Minaj)                                         | 8                 | 5                 | 3                 | –                 | 52                | –                 | –                 | –                 | –                 | –                 | - USA: 3× platyna - CAN: Złoto                                                       | Gotti Made-It                                        |
| 2017                                       | „You Da Baddest” (Future, gościnnie Nicki Minaj)                                                          | 38                | 19                | 14                | –                 | 53                | 95                | –                 | –                 | –                 | –                 | - CAN: Złoto                                                                         | HNDRXX                                               |
| 2017                                       | „You Already Know” (Fergie, gościnnie Nicki Minaj)                                                        | –                 | –                 | –                 | 95                | –                 | –                 | –                 | –                 | –                 | 97                |                                                                                      | Double Dutchess                                      |
| 2017                                       | „The Way Life Goes (Remix)” (Lil Uzi Vert, gościnnie Nicki Minaj)                                         | 24                | 11                | 11                | –                 | 44                | –                 | –                 | –                 | –                 | 87                | - USA: 4× platyna - UK: Srebro                                                       | –                                                    |
| 2018                                       | „Ball for Me” (Post Malone, gościnnie Nicki Minaj)                                                        | 16                | 11                | 8                 | 14                | 7                 | –                 | 23                | –                 | 47                | 70                | - USA: Platyna - AUS: Platyna - CAN: 3× platyna - UK: Srebro                         | Beerbongs & Bentleys                                 |
| 2018                                       | „Big Bank” (YG, gościnnie 2 Chainz, Big Sean, Nicki Minaj)                                                | 16                | 12                | 10                | –                 | 51                | –                 | –                 | –                 | –                 | –                 | - USA: 3× platyna - CAN: Złoto                                                       | Stay Dangerous                                       |
| 2018                                       | „Fefe” (6ix9ine, gościnnie Nicki Minaj)                                                                   | 3                 | 3                 | 3                 | 8                 | 3                 | 49                | 21                | 3                 | 6                 | 17                | - USA: 8× platyna - CAN: Platyna - FRA: Złoto - NZL: Złoto - UK: Złoto               | Dummy Boy                                            |
| 2018                                       | „Goodbye” (Jason Derulo & David Guetta, gościnnie Nicki Minaj & Willy William)                            | –                 | –                 | –                 | 33                | 68                | –                 | 21                | –                 | 16                | 26                | - AUS: Złoto - UK: Srebro - POL: Złoto                                               | 7                                                    |
| 2018                                       | „Idol” (BTS, gościnnie Nicki Minaj)                                                                       | 11                | –                 | –                 | –                 | 5                 | 103               | –                 | –                 | –                 | –                 | - USA: Platyna                                                                       | Love Yourself: Answer                                |
| 2018                                       | „Woman Like Me” (Little Mix gościnnie Nicki Minaj)                                                        | –                 | –                 | –                 | 23                | 60                | –                 | 3                 | 23                | 65                | 2                 | - UK: Platyna - AUS: Platyna - CAN: Złoto - POL: Platyna                             | LM5                                                  |
| 2018                                       | „Dip” (Tyga & Nicki Minaj)                                                                                | 63                | 31                | –                 | –                 | 51                | –                 | –                 | –                 | –                 | –                 | - USA: Platyna                                                                       | –                                                    |
| 2018                                       | „No Candle No Light” (Zayn, gościnnie Nicki Minaj)                                                        | –                 | –                 | –                 | 95                | –                 | –                 | –                 | –                 | –                 | –                 |                                                                                      | Icarus Falls                                         |
| 2019                                       | „Dumb Blonde” (Avril Lavigne, gościnnie Nicki Minaj)                                                      | –                 | –                 | –                 | –                 | 92                | –                 | –                 | –                 | –                 | –                 |                                                                                      | Head Above Water                                     |
| 2019                                       | „Wobble Up” (Chris Brown, gościnnie Nicki Minaj, G-Eazy)                                                  | –                 | 46                | –                 | –                 | –                 | –                 | –                 | –                 | –                 | –                 |                                                                                      | Indigo                                               |
| 2019                                       | „BAPS” (Trina gościnnie: Nicki Minaj)                                                                     | –                 | –                 | –                 | –                 | –                 | –                 | –                 | –                 | –                 | –                 |                                                                                      | The One                                              |
| 2019                                       | „Hot Girl Summer” (Megan Thee Stallion, gościnnie: Nicki Minaj, Ty Dolla Sign)                            | 11                | 7                 | 5                 | 64                | 38                | –                 | 51                | –                 | –                 | 40                | - USA: Platyna                                                                       | –                                                    |
| 2019                                       | „Welcome to the Party (Remix)” (Pop Smoke, gościnnie: Nicki Minaj)                                        | –                 | 48                | –                 | –                 | –                 | –                 | –                 | –                 | –                 | –                 |                                                                                      | –                                                    |
| 2019                                       | „Ya Lil" (Ramage, gościnnie: Nicki Minaj)                                                                 | –                 | –                 | –                 | –                 | –                 | –                 | –                 | –                 | –                 | –                 | –                                                                                    | Al Anesa Farah - (Music from the Original TV Series) |
| 2020                                       | „Nice to Meet Ya” (Meghan Trainor, gościnnie: Nicki Minaj)                                                | 89                | –                 | –                 | –                 | –                 | –                 | 88                | –                 | –                 | 88                |                                                                                      | Treat Myself                                         |
| 2020                                       | „Say So” (Remix) (Doja Cat, gościnnie: Nicki Minaj)                                                       | 1                 | 1                 | –                 | –                 | 3                 | –                 | –                 | –                 | –                 | –                 |                                                                                      | –                                                    |
| 2020                                       | „Move Ya Hips” (ASAP Ferg gościnnie: Nicki Minaj, MadeinTYO)                                              | 19                | 8                 | –                 | –                 | 73                | –                 | –                 | –                 | –                 | –                 |                                                                                      | –                                                    |
| 2020                                       | „Expensive” (Ty Dolla Sign, gościnnie: Nicki Minaj)                                                       | 83                | 27                | –                 | –                 | –                 | –                 | –                 | –                 | –                 | –                 |                                                                                      | Featuring Ty Dolla Sign                              |
| 2020                                       | „Oh My Gawd” (Mr Eazi, Major Lazer gościnnie: Nicki Minaj, K4mo)                                          | –                 | –                 | –                 | –                 | –                 | –                 | –                 | –                 | –                 | –                 |                                                                                      | Something Else                                       |
| 2020                                       | „Whole Lotta Choppas” (Remix) (Sada Baby, gościnnie: Nicki Minaj)                                         | 35                | 12                | 11                | –                 | 91                | –                 | –                 | –                 | –                 | –                 |                                                                                      | –                                                    |
| 2021                                       | „Whole Lotta Money” (Remix) (BIA, gościnnie: Nicki Minaj)                                                 | 16                | 6                 | 4                 | –                 | 42                | –                 | –                 | –                 | –                 | –                 |                                                                                      | For Certain (Deluxe)                                 |
| 2021                                       | „Boyz” (Jesy Nelson, gościnnie: Nicki Minaj)                                                              | –                 | –                 | –                 | –                 | –                 | –                 | 16                | –                 | –                 | 4                 |                                                                                      | TBA                                                  |
| „–” oznacza, że pozycja nie była notowana. | |                   |                   |                   |                   |                   |                   |                   |                   |                   |                   |                                                                                      |                                                      |

### Single promocyjne
| Rok                                        | Tytuł                                                                                                   | Pozycja na liście | Pozycja na liście | Pozycja na liście | Pozycja na liście | Pozycja na liście | Certyfikat   | Album                       |
| Rok                                        | Tytuł                                                                                                   | USA               | USA R&B/HH        | AUS               | CAN               | UK                | Certyfikat   | Album                       |
| ------------------------------------------ | --- | ----------------- | ----------------- | ----------------- | ----------------- | ----------------- | ------------ | --------------------------- |
| 2009                                       | „5 Star” (Remix) (Yo Gotti, gościnnie: Gucci Mane, Trina, Nicki Minaj)                                  | –                 | –                 | –                 | –                 | –                 |              | Live from the Kitchen       |
| 2010                                       | „Knockout” (Lil Wayne, gościnnie: Nicki Minaj)                                                          | 44                | –                 | –                 | –                 | –                 | - USA: Złoto | Rebirth                     |
| 2010                                       | „All I Do Is Win” (Remix) (DJ Khaled, gościnnie: Nicki Minaj, Rick Ross, Busta Rhymes, Fabolous i inni) | –                 | –                 | –                 | –                 | –                 |              | –                           |
| 2010                                       | „Hello Good Morning” (Remix) (Diddy-Dirty Money, gościnnie: Nicki Minaj, Rick Ross)                     | –                 | –                 | –                 | –                 | –                 |              | –                           |
| 2010                                       | „Roman's Revenge” (gościnnie: Eminem)                                                                   | 56                | 85                | –                 | –                 | 125               |              | Pink Friday                 |
| 2011                                       | „Till the World Ends” (The Femme Fatale Remix) (Britney Spears, gościnnie: Nicki Minaj, Kesha)          | 3                 | –                 | –                 | 4                 | –                 |              | –                           |
| 2011                                       | „Roman in Moscow”                                                                                       | 84                | –                 | –                 | 87                | 88                |              | –                           |
| 2011                                       | „Stupid Hoe”                                                                                            | 59                | 53                | –                 | 87                | 63                |              | Pink Friday: Roman Reloaded |
| 2012                                       | „Roman Reloaded” (gościnnie: Lil Wayne)                                                                 | 70                | 57                | –                 | –                 | 143               |              | Pink Friday: Roman Reloaded |
| 2012                                       | „Born Stunna” (Birdman, gościnnie: Rick Ross, Nicki Minaj, Lil Wayne)                                   | –                 | –                 | –                 | –                 | –                 |              | –                           |
| 2014                                       | „Senile” (Young Money, gościnnie: Tyga, Nicki Minaj, Lil Wayne)                                         | –                 | 50                | –                 | –                 | –                 |              | Rise of an Empire           |
| 2014                                       | „All Things Go”                                                                                         | –                 | 38                | –                 | –                 | –                 |              | The Pinkprint               |
| 2016                                       | „Black Barbies” (gościnnie: Mike Will Made It)                                                          | 65                | 30                | 47                | 78                | –                 |              | –                           |
| 2018                                       | „Rich Sex” (gościnnie: Lil Wayne)                                                                       | 56                | 24                | –                 | 86                | –                 |              | Queen                       |
| 2018                                       | „The Light Is Coming” (Ariana Grande, gościnnie: Nicki Minaj)                                           | 89                | –                 | 60                | 63                | 57                |              | Sweetener                   |
| 2019                                       | „Fendi” (PnB Rock, gościnnie: Nicki Minaj, Murda Beatz)                                                 | –                 | –                 | –                 | –                 | –                 |              | –                           |
| 2020                                       | „Yikes”                                                                                                 | 23                | 13                | –                 | 54                | 69                |              | –                           |
| 2022                                       | „We Go Up” (gościnnie: Fivio Foregin)                                                                   | 58                | 15                | –                 | –                 | –                 |              | –                           |
| „–” oznacza, że pozycja nie była notowana. | |                   |                   |                   |                   |                   |              |                             |

## Inne notowane utwory
| Rok                                        | Tytuł                                                                              | Pozycja na liście | Pozycja na liście | Pozycja na liście | Pozycja na liście | Pozycja na liście | Pozycja na liście | Pozycja na liście | Pozycja na liście | Pozycja na liście | Certyfikaty                    | Album                                   |
| Rok                                        | Tytuł                                                                              | USA               | USA R&B /HH       | USA Rap           | AUS               | CAN               | FRA               | NZ Hot            | UK                | UK R&B            | Certyfikaty                    | Album                                   |
| ------------------------------------------ | ---------------------------------------------------------------------------------- | ----------------- | ----------------- | ----------------- | ----------------- | ----------------- | ----------------- | ----------------- | ----------------- | ----------------- | ------------------------------ | --------------------------------------- |
| 2009                                       | „I Get Crazy” (gościnnie: Lil Wayne)                                               | –                 | 37                | 20                | –                 | –                 | –                 | –                 | –                 | –                 |                                | Beam Me Up Scotty                       |
| 2009                                       | „Sex in Crazy Places” (Gucci Mane, gościnnie: Bobby V, Nicki Minaj, Trina)         | –                 | –                 | –                 | –                 | –                 | –                 | –                 | –                 | –                 |                                | The State vs. Radric Davis              |
| 2009                                       | „Shakin’ It 4 Daddy” (Robin Thicke, gościnnie: Nicki Minaj)                        | –                 | –                 | –                 | –                 | –                 | –                 | –                 | –                 | –                 |                                | Sex Therapy                             |
| 2010                                       | „Girlfriend”                                                                       | –                 | –                 | –                 | –                 | –                 | –                 | –                 | –                 | –                 |                                | –                                       |
| 2010                                       | „Up All Night” (Drake oraz Nicki Minaj)                                            | 49                | 59                | 20                | –                 | 80                | –                 | –                 | –                 | –                 | - USA: Platyna                 | Thank Me Later                          |
| 2010                                       | „What’s Wrong with Them” (Lil Wayne oraz Nicki Minaj)                              | 42                | –                 | –                 | –                 | 45                | –                 | –                 | 83                | –                 |                                | I Am Not A Human Being                  |
| 2010                                       | „Haterade” (Gucci Mane oraz Pharrell, Nicki Minaj)                                 | –                 | –                 | –                 | –                 | –                 | –                 | –                 | –                 | –                 |                                | The Appeal: Georgia’s Most Wanted       |
| 2010                                       | „Blazin” (gościnnie: Kanye West)                                                   | –                 | –                 | –                 | –                 | –                 | –                 | –                 | –                 | –                 |                                | Pink Friday                             |
| 2011                                       | „Bought the Car” (DJ Webstar oraz Nicki Minaj)                                     | –                 | –                 | –                 | –                 | –                 | –                 | –                 | –                 | –                 |                                | –                                       |
| 2011                                       | „Feel Inside” (Mary J. Blige oraz Nicki Minaj)                                     | –                 | –                 | –                 | –                 | –                 | –                 | –                 | –                 | –                 |                                | –                                       |
| 2012                                       | „Muthafucka Up” (Tyga oraz Nicki Minaj)                                            | 74                | –                 | –                 | –                 | –                 | –                 | –                 | –                 | –                 |                                | Careless World: Rise of the Last King   |
| 2012                                       | „Roman Holiday”                                                                    | –                 | 31                | –                 | –                 | –                 | –                 | –                 | –                 | –                 |                                | Pink Friday: Roman Reloaded             |
| 2012                                       | „I Am Your Leader” (gościnnie: Cam’ron, Rick Ross)                                 | –                 | 71                | –                 | –                 | –                 | –                 | –                 | –                 | –                 |                                | Pink Friday: Roman Reloaded             |
| 2012                                       | „Whip It”                                                                          | –                 | –                 | –                 | 63                | 85                | –                 | –                 | 98                | 26                |                                | Pink Friday: Roman Reloaded             |
| 2012                                       | „Automatic”                                                                        | –                 | –                 | –                 | –                 | –                 | 102               | –                 | 199               | –                 |                                | Pink Friday: Roman Reloaded             |
| 2012                                       | „Marilyn Monroe”                                                                   | –                 | –                 | –                 | –                 | –                 | –                 | –                 | 121               | –                 |                                | Pink Friday: Roman Reloaded             |
| 2012                                       | „Masquerade”                                                                       | –                 | –                 | –                 | –                 | –                 | 89                | –                 | –                 | –                 |                                | Pink Friday: Roman Reloaded             |
| 2012                                       | „Up In Flames”                                                                     | –                 | –                 | –                 | –                 | –                 | –                 | –                 | 134               | 25                |                                | Pink Friday: Roman Reloaded – The Re-Up |
| 2012                                       | „Hell Yeah” (gościnnie: Parker)                                                    | –                 | –                 | –                 | –                 | –                 | –                 | –                 | 122               | 22                |                                | Pink Friday: Roman Reloaded – The Re-Up |
| 2012                                       | „I’m Legit” (gościnnie: Ciara)                                                     | –                 | 40                | –                 | –                 | –                 | –                 | –                 | 97                | 14                |                                | Pink Friday: Roman Reloaded – The Re-Up |
| 2012                                       | „I Endorse These Strippers” (gościnnie: Tyga, Brinx)                               | –                 | –                 | –                 | –                 | –                 | –                 | –                 | 143               | 28                |                                | Pink Friday: Roman Reloaded – The Re-Up |
| 2012                                       | „I Luv Dem Strippers” (2 Chainz oraz Nicki Minaj)                                  | –                 | 41                | –                 | –                 | –                 | –                 | –                 | –                 | –                 | - USA: Złoto                   | Based on a T.R.U. Story                 |
| 2013                                       | „Lay It Down” (Lil Wayne, gościnnie: Nicki Minaj, Cory Gunz)                       | –                 | –                 | –                 | –                 | –                 | –                 | –                 | –                 | –                 |                                | I Am Not A Human Being II               |
| 2014                                       | „I Lied”                                                                           | –                 | 37                | –                 | –                 | –                 | –                 | –                 | –                 | 39                |                                | The Pinkprint                           |
| 2014                                       | „The Crying Game” (gościnnie: Jessie Ware)                                         | –                 | 39                | –                 | –                 | –                 | –                 | –                 | –                 | –                 |                                | The Pinkprint                           |
| 2014                                       | „Get On Your Knees” (gościnnie: Ariana Grande)                                     | 88                | 26                | 18                | 80                | 98                | 181               | –                 | 86                | 7                 |                                | The Pinkprint                           |
| 2014                                       | „Feeling Myself” (gościnnie: Beyoncé)                                              | 39                | 11                | 6                 | 52                | 67                | 53                | –                 | 64                | 12                | - USA: 2× platyna - UK: Srebro | The Pinkprint                           |
| 2014                                       | „Want Some More”                                                                   | –                 | –                 | –                 | –                 | –                 | –                 | –                 | –                 | –                 |                                | The Pinkprint                           |
| 2014                                       | „Four Door Aventador”                                                              | –                 | –                 | –                 | –                 | –                 | –                 | –                 | –                 | –                 |                                | The Pinkprint                           |
| 2014                                       | „Favourite” (gościnnie: Jeremih)                                                   | –                 | 44                | –                 | –                 | –                 | –                 | –                 | –                 | –                 |                                | The Pinkprint                           |
| 2014                                       | „Buy a Heart” (gościnnie: Meek Mill)                                               | –                 | 48                | –                 | –                 | –                 | –                 | –                 | –                 | –                 |                                | The Pinkprint                           |
| 2014                                       | „Grand Piano”                                                                      | –                 | –                 | –                 | –                 | –                 | –                 | –                 | –                 | –                 |                                | The Pinkprint                           |
| 2014                                       | „Big Daddy” (gościnnie: Meek Mill)                                                 | –                 | –                 | –                 | –                 | –                 | –                 | –                 | –                 | –                 |                                | The Pinkprint                           |
| 2014                                       | „Shanghai”                                                                         | –                 | –                 | –                 | –                 | –                 | –                 | –                 | –                 | –                 |                                | The Pinkprint                           |
| 2015                                       | „Bad for You” (Meek Mill oraz Nicki Minaj)                                         | 78                | 23                | 19                | –                 | –                 | –                 | –                 | –                 | –                 | - USA: Złoto                   | Dreams Worth More Than Money            |
| 2016                                       | „Froze” (Meek Mill oraz Lil Uzi Vert, Nicki Minaj)                                 | 68                | 28                | 21                | –                 | –                 | –                 | –                 | –                 | –                 |                                | DC4                                     |
| 2017                                       | „Bom Bidi Bom” (Nick Jonas oraz Nicki Minaj)                                       | 54                | –                 | –                 | –                 | 69                | 58                | –                 | 87                | –                 |                                | Fifty Shades Darker                     |
| 2017                                       | „Make Love” (Gucci Mane oraz Nicki Minaj)                                          | 78                | 33                | 22                | –                 | –                 | –                 | –                 | –                 | –                 |                                | Mr. Davis                               |
| 2017                                       | „Krippy Kush” (Remix) (Farruko oraz Nicki Minaj, Bad Bunny, 21 Savage and Rvssian) | 75                | –                 | –                 | –                 | –                 | –                 | –                 | –                 | –                 |                                | –                                       |
| 2017                                       | „Plain Jane” (Remix) (ASAP Ferg, gościnnie: Nicki Minaj)                           | 26                | 13                | 12                | –                 | –                 | –                 | –                 | –                 | –                 | - POL: Złoto                   | –                                       |
| 2018                                       | „Anybody” (Young Thug, gościnnie: Nicki Minaj)                                     | 89                | 43                | –                 | –                 | –                 | –                 | –                 | –                 | –                 | - USA: Złoto                   | Hear No Evil                            |
| 2018                                       | „Poke It Out” (Playboi Carti, gościnnie: Nicki Minaj)                              | –                 | –                 | –                 | –                 | –                 | –                 | –                 | –                 | –                 |                                | Die Lit                                 |
| 2018                                       | „Ganja Burn”                                                                       | 60                | 27                | 25                | –                 | 47                | –                 | 13                | –                 | –                 |                                | Queen                                   |
| 2018                                       | „Majesty” (oraz Labrinth, gościnnie: Eminem)                                       | 58                | 25                | 23                | 60                | 44                | –                 | 6                 | 41                | –                 |                                | Queen                                   |
| 2018                                       | „Hard White”                                                                       | –                 | –                 | –                 | –                 | –                 | –                 | –                 | –                 | –                 |                                | Queen                                   |
| 2018                                       | „Thought I Knew You” (gościnnie: The Weeknd)                                       | 98                | 49                | –                 | –                 | 69                | –                 | 19                | –                 | –                 |                                | Queen                                   |
| 2018                                       | „Chun Swae” (gościnnie: Swae Lee)                                                  | –                 | –                 | –                 | –                 | –                 | –                 | –                 | –                 | –                 |                                | Queen                                   |
| 2018                                       | „LLC”                                                                              | –                 | –                 | –                 | –                 | –                 | –                 | –                 | –                 | –                 |                                | Queen                                   |
| 2018                                       | „Dark Side of the Moon” (Lil Wayne oraz Nicki Minaj)                               | 26                | 19                | –                 | –                 | 55                | –                 | –                 | –                 | –                 |                                | Tha Carter V                            |
| 2018                                       | „Mama” (6ix9ine, gościnnie: Nicki Minaj, Kanye West)                               | 43                | 18                | 17                | 22                | 16                | –                 | –                 | 26                | –                 | - USA: Złoto                   | Dummy Boy                               |
| 2018                                       | „Familia” (z Anuel AA, gościnnie: Bantu)                                           | –                 | –                 | –                 | –                 | –                 | –                 | 13                | –                 | –                 |                                | Spider-Man: Into the Spider-Verse       |
| 2019                                       | „iPhone” (oraz DaBaby)                                                             | 43                | 22                | –                 | –                 | –                 | –                 | –                 | –                 | –                 |                                | Kirk                                    |
| 2019                                       | „Bad to You” (z Arianą Grande, Normani)                                            | –                 | –                 | –                 | 63                | 82                | –                 | –                 | 51                | –                 |                                | Charlie’s Angels                        |
| 2021                                       | „Seeing Green” (z Drake, Lil Wayne)                                                | 12                | 8                 | 6                 | –                 | 27                | –                 | 7                 | 42                | –                 |                                | Beam Me Up Scotty                       |
| 2021                                       | „Fractions”                                                                        | 52                | 29                | –                 | –                 | –                 | –                 | 24                | –                 | –                 |                                | Beam Me Up Scotty                       |
| 2021                                       | „Crocodile Teeth” (ze Skillibeng)                                                  | 100               | –                 | –                 | –                 | –                 | –                 | –                 | –                 | –                 |                                | Beam Me Up Scotty                       |
| 2021                                       | „Chi-Raq” (z G Herbo)                                                              | –                 | –                 | –                 | –                 | –                 | –                 | –                 | –                 | –                 |                                | Beam Me Up Scotty                       |
| 2021                                       | „Boss Ass Bitch” (z PTAF)                                                          | –                 | –                 | –                 | –                 | –                 | –                 | –                 | –                 | –                 |                                | Beam Me Up Scotty                       |
| 2021                                       | „For the Love of New York” (z Polo G)                                              | –                 | 45                | –                 | –                 | –                 | –                 | –                 | –                 | –                 |                                | Hall of Fame                            |
| „–” oznacza, że pozycja nie była notowana. |                                                                                    |                   |                   |                   |                   |                   |                   |                   |                   |                   |                                |                                         |